# Merck Index

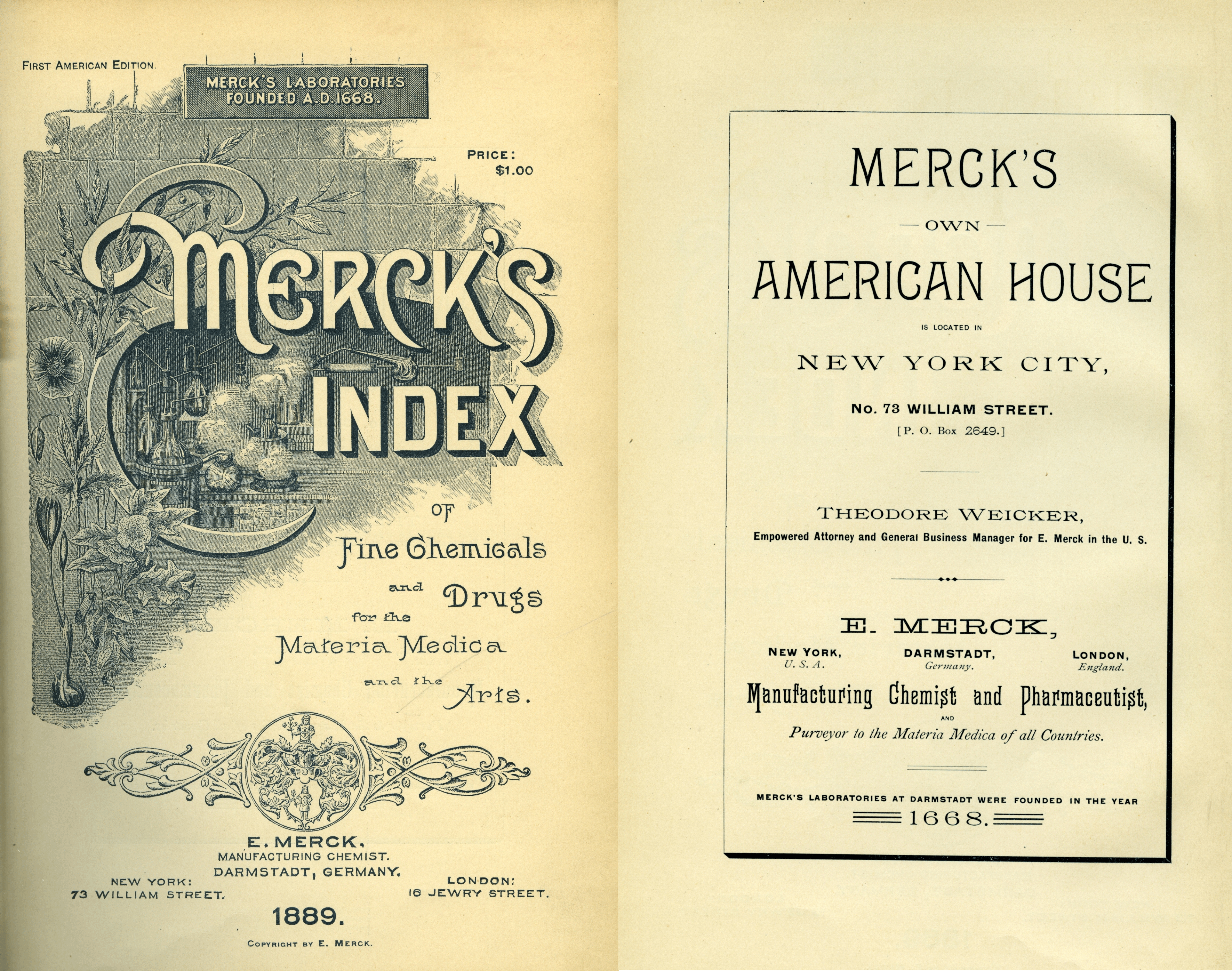
Primeira edição do Merck Index

The Merck Index é uma enciclopédia de substâncias químicas, fármacos, drogas e biomoléculas com mais de 10 000 monografias sobre substâncias específicas e grupos de compostos relacionados. Também inclui um apêndice com monografias sobre reações orgânicas. É publicado pela Merck Sharp and Dohme nos formatos de livro, CD-ROM e na Internet por meio de assinatura que permite o acesso ao banco de dados. A primeira edição foi publicada em 1889.
As monografias de Merck Index contém:
- Um número de registro CAS
- Sinônimos da substância, como nomes de usuais e da IUPAC
- Uma fórmula química
- Peso molecular
- Composição percentual
- A fórmula estrutural
- Uma descrição da aparência da substância
- Ponto de fusão e ebulição
- Solubilidade em solventes comumente usados em laboratório
- Citações de outras literaturas sobre a síntese do composto químico
- A categoria terapêutica, se for o caso

## Edições
- 1° (1889)
- 2° (1896)
- 3° (1907)
- 4° (1930)
- 5° (1940)
- 6° (1952)
- 7° (1960)
- 8° (1968)
- 9° (1976)
- 10° (1983), ISBN 0-911910-27-1
- 11° (1989), ISBN 0-911910-28-X
- 12° (1996), ISBN 0-911910-12-3
- 13° (2001), ISBN 0-911910-13-1
- 14° (2006), ISBN 978-0-911910-00-1
- 15° (2013), ISBN 978-1849736701